# Charles Delporte (Ringer)
Charles Eugène Delporte (* 21. März 1914 in Lille; † 18. Juni 1940 in Saint-Sauveur-de-Pierrepont) war ein französischer Ringer.

## Biografie
Charles Delporte nahm an den Olympischen Sommerspielen 1936 in Berlin teil. Im Freistilringen im Leichtgewicht belegte er den vierten Platz.